# Otocryptis nigristigma
Otocryptis nigristigma — представник роду Otocryptis з родини Агамових. Інші назви «коричневоплямиста кенгурова ящірка» та «рівнинна приховановуха агама».

## Опис
Загальна довжина сягає 17—20 см. Колір шкіри коливається від каво—коричневого до чорно-коричневого. Голова чорно-бура. У самців з боку на шиї є чорна пляма. На відміну від інших представників роду ця агама має значно більшу горлову торбу, яка тягнеться від підборіддя до половини висоти від голови до землі. У самиць ця торба менше. Задні кінцівки довше за передні. Луска загалом неоднорідна й килевата.

## Спосіб життя
Полюбляє посушливу місцину. Зустрічається на 450 м над рівнем моря. Більшу частину життя проводить на землі. Харчується комахами.
Це яйцекладна ящірка. Самиця у жовтні-січні викопує ямку в землі, куди відкладає 4 яйця розміром 10,1—11,6х5,1-6,2 мм.

## Розповсюдження
Це ендемік о. Шрі-Ланка.